# Мальсфельд

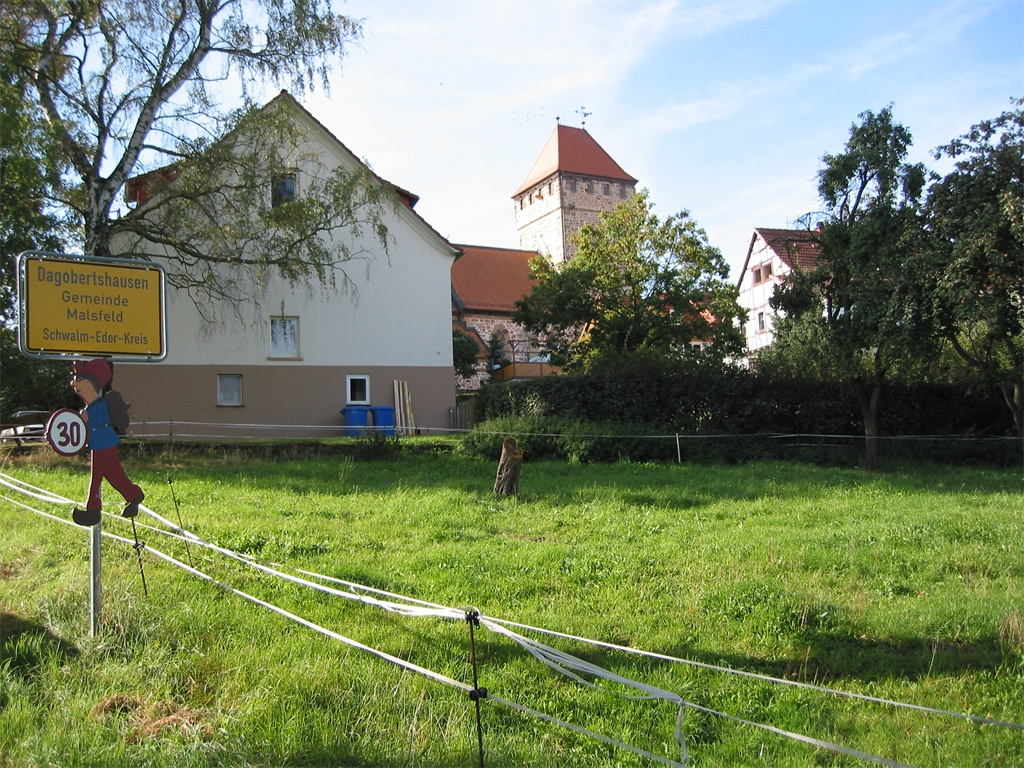
Мальсфельд

Мальсфельд (нем. Malsfeld) — община в Германии, в земле Гессен. Подчиняется административному округу Кассель. Входит в состав района Швальм-Эдер.  Население составляет 4066 человек (на 31 декабря 2010 года). Занимает площадь 34,49 км².